# Lygisaurus macfarlani
Espèce
Synonymes
- Carlia macfarlani Günther, 1877

Lygisaurus macfarlani est une espèce de sauriens de la famille des Scincidae.

## Répartition
Cette espèce se rencontre :
- au Queensland en Australie ;
- dans le sud-ouest de la Papouasie-Nouvelle-Guinée.

## Étymologie
Cette espèce est nommée en l'honneur de Samuel Macfarlane (1837-1911).

## Publication originale
- Günther, 1877 : Descriptions of three new species of lizards from Islands of Torres Straits. Annals and Magazine of Natural History, sér. 4, vol. 19, p. 413-415 (texte intégral).